# Askesjö
Askesjö är en sjö i Bengtsfors kommun i Dalsland och ingår i Göta älvs huvudavrinningsområde. Sjön är 30,7 meter djup, har en yta på 2,73 kvadratkilometer och är belägen 137,8 meter över havet. Sjön avvattnas av vattendraget Årbolsälven (Gottarsbyälven). Vid provfiske har bland annat abborre, gädda, löja och mört fångats i sjön.

## Delavrinningsområde
Askesjö ingår i det delavrinningsområde (655938-128615) som SMHI kallar för Utloppet av Askesjö. Medelhöjden är 160 meter över havet och ytan är 20,53 kvadratkilometer. Räknas de 6 avrinningsområdena uppströms in blir den ackumulerade arean 40,42 kvadratkilometer. Årbolsälven (Gottarsbyälven) som avvattnar avrinningsområdet har biflödesordning 3, vilket innebär att vattnet flödar genom totalt 3 vattendrag innan det når havet efter 214 kilometer. Avrinningsområdet består mestadels av skog (80 procent). Avrinningsområdet har 2,92 kvadratkilometer vattenytor vilket ger det en sjöprocent på 14,2 procent.

## Fisk
Vid provfiske har följande fisk fångats i sjön:
- Abborre
- Gädda
- Löja
- Mört
- Nors
- Siklöja